# Amphoe Noen Sa-nga
Amphoe Noen Sa-nga| (Thai: อำเภอ เนินสง่า) ist ein Landkreis (Amphoe – Verwaltungs-Distrikt) in der Provinz Chaiyaphum. Die Provinz Chaiyaphum liegt in der Nordostregion von Thailand, dem so genannten Isan.

## Geographie
Die Kreisverwaltung liegt etwa 30 Kilometer südlich der Provinzhauptstadt Chaiyaphum.
Benachbarte Distrikte (von Osten im Uhrzeigersinn): die Amphoe Ban Lueam, Khong und Phra Thong Kham in der Provinz Nakhon Ratchasima sowie die Amphoe Chatturat, Ban Khwao und Mueang Chaiyaphum in der Provinz Chaiyaphum.

## Geschichte
Am 1. April 1992 wurde Noen Sa-nga zunächst als „Zweigkreis“ (King Amphoe) eingerichtet, indem die drei Tambon Nong Chim, Ta Noen und Kahad vom Amphoe Chatturat abgetrennt wurden. 
Am 11. Oktober 1997 bekam Noen Sa-nga den vollen Amphoe-Status.

## Verwaltung

### Provinzverwaltung
Der Landkreis Noen Sa-nga ist in vier Tambon („Unterbezirke“ oder „Gemeinden“) eingeteilt, die sich weiter in 48 Muban („Dörfer“) unterteilen.
| Nr. | Name      | Thai   | Muban | Einw. |
| --- | --------- | ------ | ----- | ----- |
| 1.  | Nong Chim | หนองฉิม | 15    | 8.800 |
| 2.  | Ta Noen   | ตาเนิน  | 14    | 6.773 |
| 3.  | Kahad     | กะฮาด  | 10    | 5.824 |
| 4.  | Rang Ngam | รังงาม  | 09    | 4.545 |

### Lokalverwaltung
Es gibt vier „Tambon-Verwaltungsorganisationen“ (องค์การบริหารส่วนตำบล – Tambon Administrative Organizations, TAO):
- Nong Chim (Thai: องค์การบริหารส่วนตำบลหนองฉิม)
- Ta Noen (Thai: องค์การบริหารส่วนตำบลตาเนิน)
- Kahad (Thai: องค์การบริหารส่วนตำบลกะฮาด)
- Rang Ngam (Thai: องค์การบริหารส่วนตำบลรังงาม)